# Liberty Meadows
Liberty Meadows és una tira de premsa d'humor i comic book creat, amb guió i il·lustracions de Frank Cho. Relata les còmiques peripècies dels habitants i cuidadors d'una reserva natural i clínica de rehabilitació d'animals.

## Història
Liberty Meadows és l'evolució professional d'University² (University Squared, Universitat al quadrat en català), una tira de premsa que Cho escrivia durant els seus anys a la universitat per The Diamondback, el periòdic d'estudiants de la Universitat de Maryland. En acabar els seus estudis d'infermeria, Frank Cho va rebre l'oferta de Creators Sindicate Inc., un sindicat nord-americà de tires de premsa, per adaptar la seva obra a un públic més general. D'aquesta manera Liberty Meadows comença la història des de zero encara que respecta l'estructura d'University², però van ser suprimits els aspectes més controvertits de l'obra, com les actituds més escatològiques i sexuals dels animals. De la mateixa manera, Frank, l'ànec protagonista enamorat d'una humana, va ser substituït per un home.
Al març de 1997 va començar a publicar-se amb l'adscripció de Cho al Creators Sindicate Inc.. Liberty Meadows va arribar a aparèixer a 50 periòdics diferents en 5 països, les tires eren recopilades i publicades posteriorment en còmic book per Insight Studios Group. Finalitzat 2001, Cho abandona el sindicat, en part per la censura que aquest exercia sobre ell i decideix publicar la seva tira de premsa directament en format comic book. Cho va començar aquesta nova fase auto-publicant la seva obra a partir del número 27 i amb un acord amb Image Comics per a la impressió i distribució.
La col·lecció va sofrir una interrupció al començament de 2004, després del seu número 36, i va reprendre la seva publicació amb el 37, al juny de 2006. Frank Cho va declarar "estar intentant tenir un parell de nombres de Liberty Meadows al mercat cada any", no obstant això 2006 va transcórrer sense que es publiqués un altre nou volum de la sèrie.

## Estil
Cho mescla lliurement diferents estils de dibuix en la seva tira, il·lustra la major part dels seus personatges com a animals antropomòrfics i utilitza un estil pin-up per a les dones, amb clares influències d'Adam Hughes. Habitualment solen sorgir primats i dinosaures en les seves històries, en una elaborada mescla d'influències de múltiples il·lustradors, com els treballs de Frank Frazetta i Barry Windsor-Smith a Conan el Bàrbar. Usualment utilitza referències populars d'obres clàssiques o modernes de diverses arts per il·lustrar les seves vinyetes, des de Miguel Ángel fins a les pel·lícules d'Star Wars, passant per Eugène Delacroix amb la seva Llibertat guiant al poble. Cho també realitza nombroses referències a personatges d'altres tires de premsa com Calvin & Hobbes, Dilbert, Lil Abner, Hagar l'Horrible i Cathy, entre d'altres.

## Personatges
Els personatges de Liberty Meadows són humans i animals, generalment antropomòrfics i d'una marcada personalitat. Els protagonistes principals són els següents:
- Frank Mellish, un veterinari un poc passerell, està enamorat de Brandy però té por de revelar els seus sentiments.
- Brandy Carter, una maca i atractiva psiquiatra d'animals.
- Ralph, un os nan de circ amb un tic als ulls que li fa tenir-los sempre mig tancats. Està obsessionat amb inventar artilugis perillosos.
- Leslie, una granota hipocondríaca i d'enginy lleugerament obscur.
- Dean, un porc masclista amb un problema d'addicció al tabac i a l'alcohol.
- Truman, un delicat i ingenu jove aneguet. És l'únic animal que tracta als humans amb respecte.
- Oscar, un gos salsitxa, mascota de Truman, l'únic animal protagonista de la sèrie no antropomòrfic i que actua com a tal.
- El mateix autor, Frank Cho, sol aparèixer en les històries i representar-se a si mateix com un ximpanzé pintor.

## Edicions a Espanya
De l'edició a Espanya se n'ha encarregat Dolmen Editorial, a través d'una filial anomenada La Colla de la Pessigolla, publicant la tira de premsa en toms recopilatoris de 120 pàgines, s'inclouen tant tires diàries com a dominicals. Amb una periodicitat irregular han aparegut fins avui 7 volums. El contingut d'aquests volums és el següent:
| Títol i nombre         | Data publicació  | Tires incloses                                            |
| ---------------------- | ---------------- | --------------------------------------------------------- |
| Liberty Meadows núm. 1 | Desembre de 2001 | Entre el 31 de març i el 14 de desembre de 1997           |
| Liberty Meadows núm. 2 | Maig de 2002     | Entre el 15 de desembre de 1997 i el 23 d'agost de 1998   |
| Liberty Meadows núm. 3 | Agost de 2003    | Entre el 22 d'agost de 1998 i el 25 d'abril de 1999       |
| Liberty Meadows núm. 4 | Maig de 2004     | Entre el 26 d'abril de 1999 i el 10 de febrer de 2000     |
| Liberty Meadows núm. 5 | Abril de 2005    | Entre el 19 de febrer de 1999 i el 15 de setembre de 2000 |
| Liberty Meadows núm. 6 | Juny de 2006     | Entre setembre de 2000 i abril de 2001                    |
| Liberty Meadows núm. 7 | Novembre de 2008 | Entre abril de 2001                                       |